# Mistrzostwa Świata w Kolarstwie Przełajowym 2000
51. Mistrzostwa Świata w Kolarstwie Przełajowym 2000 odbyły się w holenderskim mieście Sint-Michielsgestel, w dniach 29 - 30 stycznia 2000 roku. Rozegrano wyścigi mężczyzn w kategoriach elite, U-23 i juniorów. Po raz pierwszy rozegrano także wyścig kobiet.

## Medaliści
| Konkurencja:                | Złoto:              | Czas    | Srebro:         | Czas     | Brąz:                | Czas     |
| Klasyfikacja mężczyzn       |                     |         |                 |          |                      |          |
| Elite (30 stycznia 2000)    | Richard Groenendaal | 59:57 m | Mario De Clercq | + 0:38 m | Sven Nys             | + 0:42 m |
| U-23 (29 stycznia 2000)     | Bart Wellens        | 53:32 m | Tom Vannoppen   | + 0:44 m | Davy Commeyne        | + 1:04 m |
| Juniorzy (29 stycznia 2000) | Bart Aernouts       | 41:06 m | Walker Ferguson | + 0:15 m | David Kášek          | + 0:47 m |
| Klasyfikacja kobiet         |                     |         |                 |          |                      |          |
| Elite (30 stycznia 2000)    | Hanka Kupfernagel   | 42:10 m | Louise Robinson | + 0:57 m | Daphny van den Brand | + 1:16 m |

## Szczegóły

### Zawodowcy
| Medal | Zawodnik            | Narodowość | Czas    |
| ----- | ------------------- | ---------- | ------- |
|       | Richard Groenendaal | Holandia   | 59:57 m |
|       | Mario De Clercq     | Belgia     | + 0:38  |
|       | Sven Nys            | Belgia     | + 0:42  |
| 4     | Adrie van der Poel  | Holandia   | + 1:18  |
| 5     | Wim de Vos          | Holandia   | + 1:50  |
| 6     | Ben Berden          | Belgia     | + 2:08  |
| 7     | Peter Van Santvliet | Belgia     | + 2:12  |
| 8     | Gerben de Knegt     | Holandia   | + 2:17  |
| 9     | Daniele Pontoni     | Włochy     | + 2:22  |
| 10    | Dominique Arnould   | Francja    | + 2:23  |

### U-23
| Medal | Zawodnik             | Narodowość | Czas    |
| ----- | -------------------- | ---------- | ------- |
|       | Bart Wellens         | Belgia     | 53:32 m |
|       | Tom Vannoppen        | Belgia     | + 0:44  |
|       | Davy Commeyne        | Belgia     | + 1:04  |
| 4     | David Derepas        | Francja    | + 1:36  |
| 5     | Camiel Van Den Bergh | Belgia     | + 1:38  |
| 6     | Steffen Weigold      | Niemcy     | + 1:39  |
| 7     | Sven Vanthourenhout  | Belgia     | + 1:39  |
| 8     | Wilant van Gils      | Holandia   | + 2:15  |
| 9     | Thijs Volker         | Holandia   | + 2:24  |
| 10    | Roel van Houtum      | Holandia   | + 2:29  |

### Juniorzy
| Medal | Zawodnik          | Narodowość        | Czas    |
| ----- | ----------------- | ----------------- | ------- |
|       | Bart Aernouts     | Belgia            | 41:06 m |
|       | Walker Ferguson   | Stany Zjednoczone | + 0:15  |
|       | David Kášek       | Czechy            | + 0:47  |
| 4     | Kenny van Hummel  | Holandia          | + 0:47  |
| 5     | Pieter Ghyllebert | Belgia            | + 0:47  |
| 6     | Koen de Kort      | Holandia          | + 0:47  |
| 7     | Vladimír Kyziuat  | Czechy            | + 0:50  |
| 8     | Sven Häussler     | Niemcy            | + 0:50  |
| 9     | Enrico Franzoi    | Włochy            | + 0:51  |
| 10    | Klaas Vantornout  | Belgia            | + 0:52  |

### Kobiety
| Medal | Zawodnik             | Narodowość        | Czas    |
| ----- | -------------------- | ----------------- | ------- |
|       | Hanka Kupfernagel    | Niemcy            | 42:10 m |
|       | Louise Robinson      | Wielka Brytania   | + 0:57  |
|       | Daphny van den Brand | Holandia          | + 1:16  |
| 4     | Laurence Leboucher   | Francja           | + 2:03  |
| 5     | Alison Dunlap        | Stany Zjednoczone | + 2:30  |
| 6     | Corine Dorland       | Holandia          | + 2:55  |
| 7     | Ałła Jepifanowa      | Rosja             | + 3:14  |
| 8     | Carmen Richardson    | Stany Zjednoczone | + 3:15  |
| 9     | Inge Velthuis        | Holandia          | + 3:36  |
| 10    | Chantal Daucourt     | Szwajcaria        | + 3:37  |

## Tabela medalowa
| Miejsce | Państwo         |   |   |   |   |
| ------- | --------------- | - | - | - | - |
| 1.      | Belgia          | 2 | 2 | 2 | 6 |
| 2.      | Holandia        | 1 | 0 | 1 | 2 |
| 3.      | Niemcy          | 1 | 0 | 0 | 1 |
| 4.      | Wielka Brytania | 0 | 1 | 0 | 1 |
| 4.      | USA             | 0 | 1 | 0 | 1 |
| 6.      | Czechy          | 0 | 0 | 1 | 1 |